# Ісмаель Сілва
Ісмаель Сілва Ліма або просто Ісмаель (порт.-браз. Ismael Silva Lima / Ismael; нар. 1 грудня 1994, Ріо-де-Жанейро, Бразилія) — бразильський футболіст, півзахисник  російського «Ахмата».

## Життєпис
Починаючи з сезону 2012 року виступав за «Кратеуш», у футболці якого провів 9 поєдинків у Лізі Сеаренсе. У сезоні 2013 року переїхав до шведського «Кальмара». У березні 2013 року дебютував в Аллсвенскані за «Кальмар», в якому вийшов на заміну Джонатану Макдональду в компенсований час у першому турі проти «Сиріанськи». У своєму першому сезоні в Швеції провів 24 матчі в Аллсвенскані, в яких відзначився трьома голами. У сезоні 2014 року став одним з провідних гравців «Кальмара», перш ніж у серпні 2014 року травма залишила його на декілька сезонів й повернувся лише в останньому турі сезону в листопаді 2014 року. У сезоні 2014 року провів загалом 19 матчів у вищому дивізіоні за «Кальмар».
Повністю одужавши, став провідним опорним півзахисником «Кальмара» протягом сезону 2015 року та зіграв 27 матчів у вищому дивізіоні Швеції. У сезоні 2016 року пропустив лише одну гру й провів 29 матчів у вище вказаному сезоні. На початку сезону 2017 року бразилець вибув на тривалий період часу через операцію на коліні й повернувся на футбольне поле в травні 2017 року.
9 серпня 2017 року перебрався в російський «Ахмат» (Грозний). 10 серпня 2017 року дебютував у Прем'єр-лізі в матчі проти «Краснодара» (3:2), вийшовши на заміну на 70-й хвилині Філіпе Сампайо. Лише через три хвилини після виходу на поле також відзначився голос зі штрафного. У сезоні 2017/18 років провів 24 матчі за чеченців у Прем'єр-лізі, відзначився трьома голами. У сезоні 2018/19 залишався основним півзахисником грозеннського клубу й пропустив лише одну з 30 матчів сезону, як і в сезоні 2019/20 років. У сезоні 2020/21 провів 26 матчів у Прем'єр-лізі. 17 травня 2021 року залишив «Ахмат».
25 липня 2021 року переїхав до Саудівської Аравії, щоб приєднатися до «Аль-Файсалі».

## Статистика виступів

### Клубна
Станом на 16 травня 2021
| Клуб              | Сезон             | Ліга               | Ліга  | Ліга | Кубок | Кубок | Континентальні | Континентальні | Інші  | Інші | Загалом | Загалом |
| Клуб              | Сезон             | Дивізіон           | Матчі | Голи | Матчі | Голи  | Матчі          | Голи           | Матчі | Голи | Матчі   | Голи    |
| ----------------- | ----------------- | ------------------ | ----- | ---- | ----- | ----- | -------------- | -------------- | ----- | ---- | ------- | ------- |
| «Кратеуш»         | 2012              | ?                  | –     | –    | –     | –     | –              | –              | 9     | 0    | 9       | 0       |
| «Кальмар»         | 2013              | Аллсвенскан        | 24    | 3    | 2     | 0     | –              | –              | –     | –    | 26      | 3       |
| «Кальмар»         | 2014              | Аллсвенскан        | 19    | 0    | 0     | 0     | –              | –              | –     | –    | 19      | 0       |
| «Кальмар»         | 2015              | Аллсвенскан        | 27    | 1    | 1     | 0     | –              | –              | –     | –    | 28      | 1       |
| «Кальмар»         | 2016              | Аллсвенскан        | 29    | 2    | 5     | 0     | –              | –              | –     | –    | 34      | 2       |
| «Кальмар»         | 2017              | Аллсвенскан        | 7     | 0    | 1     | 0     | –              | –              | –     | –    | 8       | 0       |
| «Кальмар»         | Загалом           | Загалом            | 106   | 6    | 9     | 0     | 0              | 0              | 0     | 0    | 115     | 6       |
| «Ахмат» (Грозний) | 2017–18           | Прем'єр-ліга Росії | 24    | 3    | 1     | 0     | –              | –              | –     | –    | 25      | 3       |
| «Ахмат» (Грозний) | 2018–19           | Прем'єр-ліга Росії | 29    | 2    | 1     | 0     | –              | –              | –     | –    | 30      | 2       |
| «Ахмат» (Грозний) | 2019–20           | Прем'єр-ліга Росії | 29    | 1    | 2     | 0     | –              | –              | –     | –    | 31      | 1       |
| «Ахмат» (Грозний) | 2020–21           | Прем'єр-ліга Росії | 26    | 1    | 2     | 0     | –              | –              | –     | –    | 28      | 1       |
| «Ахмат» (Грозний) | Загалом           | Загалом            | 108   | 7    | 6     | 0     | -              | -              | -     | -    | 114     | 7       |
| Усього за кар'єру | Усього за кар'єру | Усього за кар'єру  | 214   | 13   | 15    | 0     | 0              | 0              | 9     | 0    | 238     | 13      |

## Титули і досягнення
- Володар Суперкубка Саудівської Аравії (1):

«Аль-Фейсали»: 2021